# فرناندو براسارد
فرناندو براسارد (بالبرتغالية: Fernando Brassard‏) هو لاعب كرة قدم برتغالي، ولد في 11 أبريل 1972 في مابوتو في موزمبيق. شارك مع منتخب البرتغال تحت 20 سنة لكرة القدم ومنتخب البرتغال تحت 21 سنة لكرة القدم. أما مع النوادي، فقد لعب مع فيتوريا دي غيماريش ولوليتيانو ونادي بنفيكا ونادي جل فيسنتي ونادي فارزيم ونادي فيتوريا سيتوبال ونادي ماريتيمو.

## وصلات خارجية
- فرناندو براسارد على موقع الاتحاد الدولي (مؤرشف)  (الإنجليزية)
- فرناندو براسارد على موقع قاعدة بيانات كرة القدم.إي يو (الإنجليزية)